# バラムとロバ
『バラムとロバ』（仏: L'Ânesse du prophète Balaam、英: Balaam and the Ass）は、17世紀オランダ黄金時代の巨匠レンブラント・ファン・レインがレイデンにいた1626年に、板上に油彩で描いた絵画である。 レンブラントが20歳の時の制作で、画家の最初期の作品のうちの1つである。主題は、『旧約聖書』の「民数記」第20章から取られているもので
、話をするロバと預言者バラムとの間の議論が描かれている。本作がレンブラントの手になるものかどうかについては一時、疑念が呈されたこともあったが、ほとんどの研究者は真筆であると認めている。画面中央下にモノグラムで「RH」という署名がある。作品は、パリのコニャック＝ジェイ美術館に所蔵されている。 

## 主題
バラムはモアブの国の預言者で、モアブの国はイスラエルの人々が目指すカナンの目の前にある国である。バラムがモアブ人たちのところに赴く最中、バラムのロバが天使の姿を見て、道を避けようとしたところ、バラムが怒ってロバを打ったというエピソードが本作に描かれている場面で、詳細は以下のとおりである。
しかるに神は彼が行ったために怒りを発せられ、主の使は彼を妨げようとして、道に立ちふさがっていた。バラムは、ろばに乗り、そのしもべふたりも彼と共にいたが、ろばは主の使が、手に抜き身のつるぎをもって、道に立ちふさがっているのを見、道をそれて畑にはいったので、バラムは、ろばを打って道に返そうとした。しかるに主の使はまたぶどう畑の間の狭い道に立ちふさがっていた。道の両側には石がきがあった。ろばは主の使を見て、石がきにすり寄り、バラムの足を石がきに押しつけたので、バラムは、また、ろばを打った。主の使はまた先に進んで、狭い所に立ちふさがっていた。そこは右にも左にも、曲る道がなかったので、ろばは主の使を見てバラムの下に伏した。そこでバラムは怒りを発し、つえでろばを打った。すると、主が、ろばの口を開かれたので、ろばはバラムにむかって言った、「わたしがあなたに何をしたというのですか。あなたは三度もわたしを打ったのです」。バラムは、ろばに言った、「お前がわたしを侮ったからだ。わたしの手につるぎがあれば、いま、お前を殺してしまうのだが」。ろばはまたバラムに言った、「わたしはあなたが、きょうまで長いあいだ乗られたろばではありませんか。わたしはいつでも、あなたにこのようにしたでしょうか」。バラムは言った、「いや、しなかった」。このとき主がバラムの目を開かれたので、彼は主の使が手に抜き身のつるぎをもって、道に立ちふさがっているのを見て、頭を垂れてひれ伏した。（民数記22:22-31）

## 作品

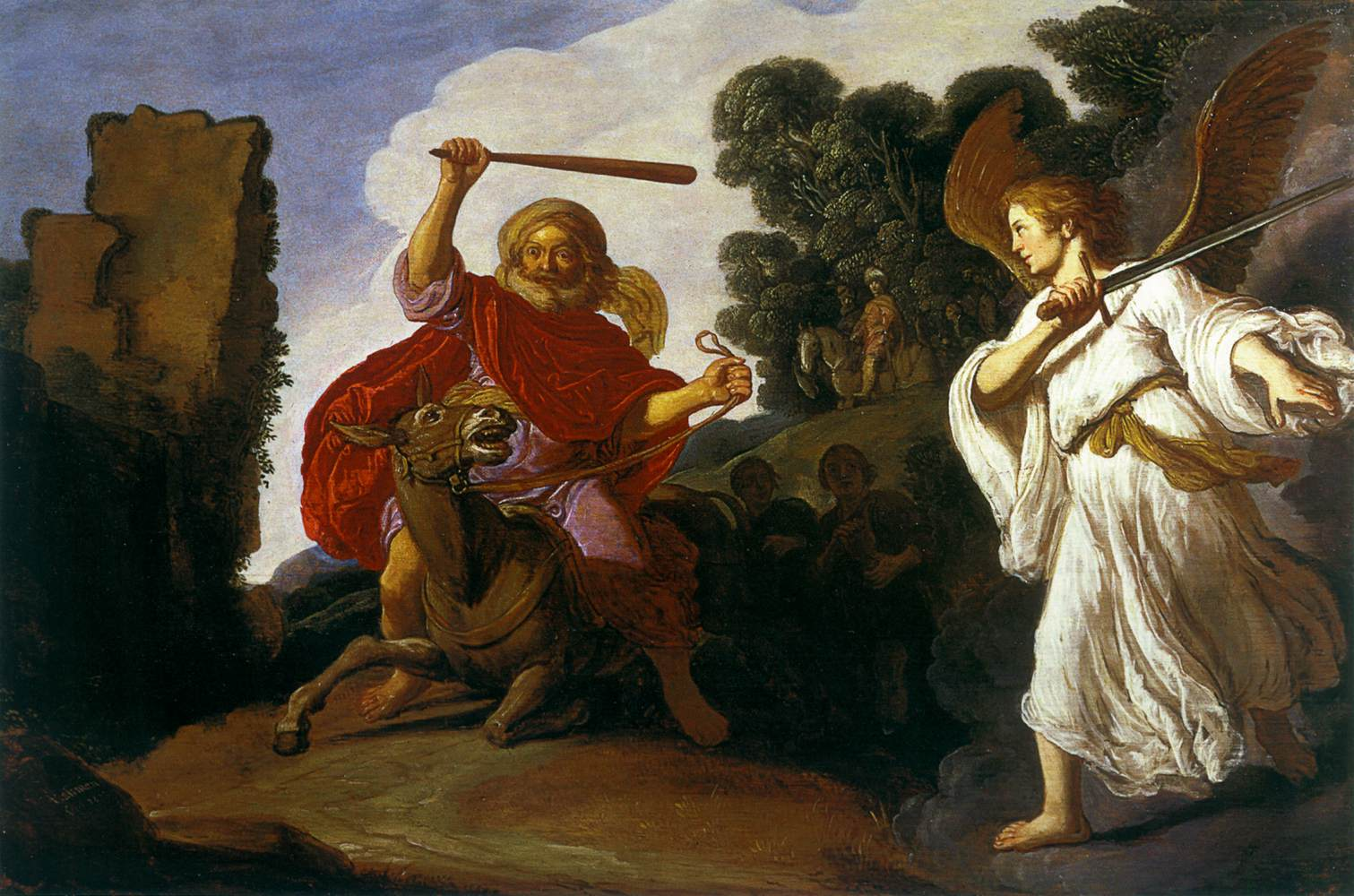
ピーテル・ラストマン『バラムとロバ』(1622年) イスラエル美術館

本作の場面は、レンブラントの師であったピーテル・ラストマンが1622年に制作した同主題の作品 (イスラエル美術館蔵) の構図にもとづいており、バラムの人物像とロバは直接ラストマンから借用している。しかし、聖書の物語では、天使はロバの進む行く手に立っていたと記述され、ラストマンの絵画もそれを踏襲しているが、レンブラントは、天使をバラムの後方の空中に描き出している。それによって、この2人の主要人物をほぼ正面向きに画面に収めるとともに、バラムには天使が見えないという物語の内容を巧みに絵画に表すことができたからであろう。